# Déjame volver contigo
«Déjame volver contigo» es una balada romántica de 1983 escrita y producida por Rafael Pérez Botija, e interpretada por la cantante y actriz mexicana Dulce incluida en su quinto álbum de estudio titulado Heridas, y uno de sus más reconocidos éxitos musicales. Esta fue otra de las canciones de la artista que logró consolidar el éxito de Dulce logrando vender cifras altas, y destacando ser un gran clásico de México, que hasta la fecha es incluida en cada repertorio de la cantante

## Antecedentes y significado
La mayoría de los temas fueron compuestos por Rafael Pérez Botija (también conocido por ser autor de éxitos de artistas de renombre como José José, Lucero, Rocío Dúrcal, Emmanuel, entre otros).
La narradora de la canción se dirige directamente a su antiguo amante, expresando que su vida carece de sentido sin su presencia y que está dispuesta a asumir cualquier rol con tal de estar a su lado nuevamente.

## Posición en listas
| Año  | Lista       | País      | Posición más alta | Ref.  |
| ---- | ----------- | --------- | ----------------- | ----- |
| 1983 | Tops Charts | Argentina | 50                | [ 6 ] |
| 1983 | Tops Charts | México    | 45                | [ 7 ] |
| 1983 | Tops Charts | Perú      | 70                | [ 8 ] |

## Certificaciones
| Región            | Certificación | Unidades | Ref.  |
| ----------------- | ------------- | -------- | ----- |
| México (AMPROFON) | Platino       | 15,000   | [ 9 ] |